# Abolitionnisme

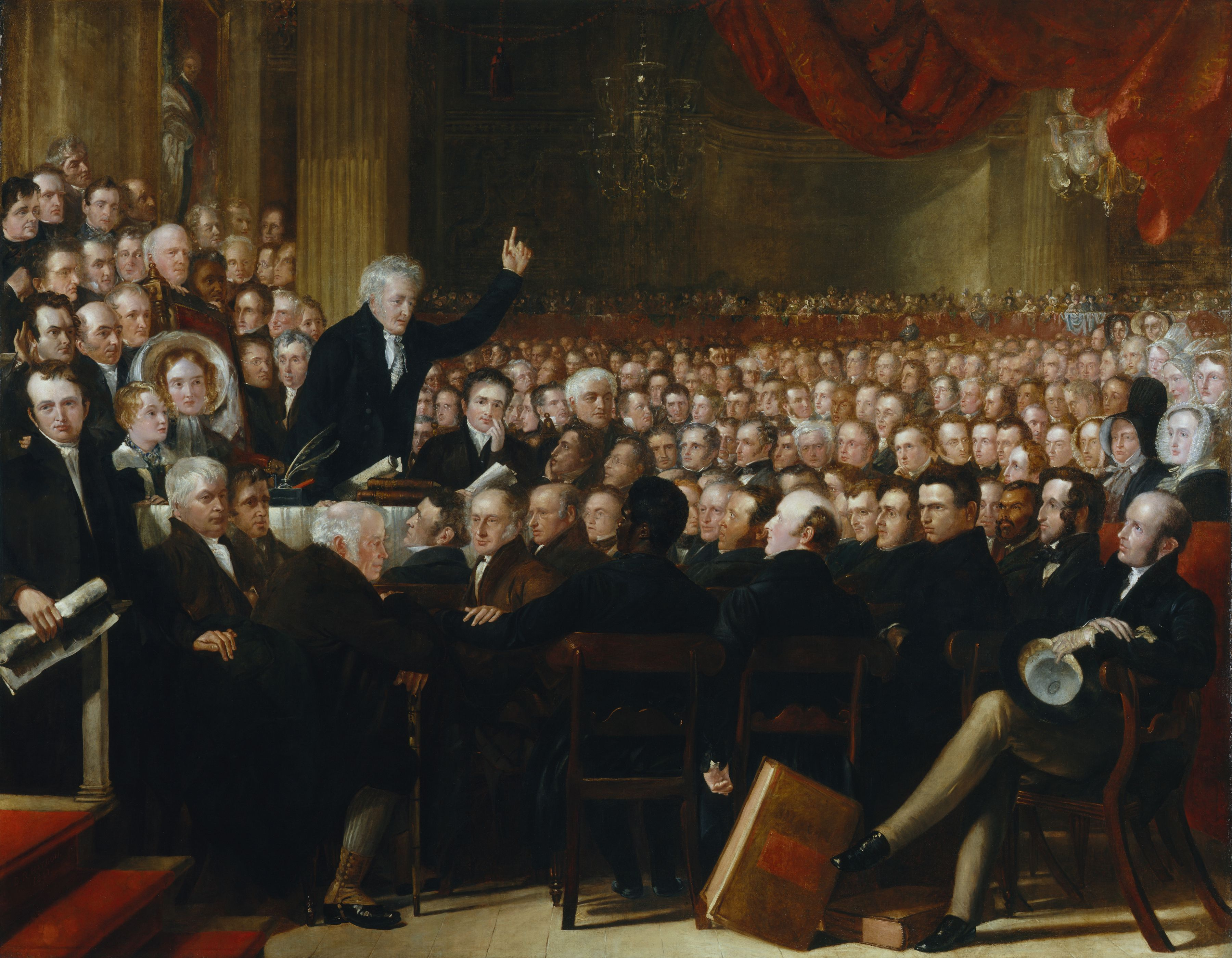
Benjamin Robert Haydon
Convention de la Société contre l'esclavage, Londres, 1840.

Pour les articles homonymes, voir Abolitionnisme (homonymie).
L'abolitionnisme est un courant de pensée qui émerge dans le dernier tiers du XVIIIe siècle dans le monde occidental (notamment en Grande-Bretagne) et vise la suppression de l'esclavage. Par extension, on utilise le terme pour tous les mouvements qui cherchent la suppression d'une tradition, d'une institution ou d'une loi : abolition de la peine de mort, de la torture, du salariat, des privilèges, des prisons, du proxénétisme, de l'exploitation animale, etc.

## Un concept d'une radicale nouveauté
L'abolitionnisme, qui émergea nettement à la fin des années 1770 même si certains quakers américains et britanniques furent précurseurs dans cette lutte dès les années 1740, était un concept d'une radicale nouveauté. En effet, il avait pour objectif un bouleversement complet de l'organisation sociale et économique des espaces conquis par les Européens sur le continent américain. Pourtant, le système esclavagiste en place n'apparaissait nullement comme une institution ancienne et à bout de souffle : au contraire, ces institutions « étaient efficaces, rentables et, en ce sens, modernes », ce qui rendait leur remise en cause d'autant plus difficile. L'abolitionnisme ne se confond donc pas avec l'anti-esclavagisme, dans la mesure où il ne se contente pas de s'opposer à la réduction en esclavage, mais envisage les stratégies pour parvenir à sa disparition, y compris en dégageant les bases d'une organisation économique et sociale alternative,,.
Le combat abolitionniste fut peu pris en charge par les esclaves eux-mêmes, asservis ou affranchis, mais bien plus par les sociétés occidentales elles-mêmes, démonstration d'un « formidable renversement de valeurs » en leur sein. De ce point de vue, l'abolitionnisme, qui est un positionnement politique vis-à-vis d'une institution socio-économique en place, l'esclavage, doit être distingué des résistances, individuelles ou collectives, à l'asservissement dont de nombreux esclaves furent les acteurs. En effet, les révoltes d'esclaves furent nombreuses. La révolution haïtienne fut la première révolte d’esclaves réussie du monde moderne.

## Une sortie progressive du système esclavagiste
C'est par sa volonté non d'amender et d'adoucir, mais de mettre fin au système esclavagiste, que l'abolitionnisme se distingue des critiques anciennes qui étaient adressées à ce dernier au moins depuis le début du XVIIIe siècle. Cela n'empêcha pas les abolitionnistes de considérer d'une manière pragmatique les moyens les plus efficaces pour atteindre leur objectif. Ils furent nombreux ainsi à choisir le « gradualisme », une doctrine visant à une sortie progressive du système esclavagiste. Ainsi, l'abolition de la traite devait précéder celle de l'esclavage lui-même. Elle devait aussi y contribuer, en tarissant de manière « naturelle » les sources d'approvisionnement du système esclavagiste, dans la mesure où il ne pourrait se perpétuer que par reproduction naturelle des individus asservis préalablement à l'interdiction de la traite.

## De la difficulté de différer l'abolition de l'esclavage auXIXesiècle
Cet abolitionnisme « gradualiste » put être parfois instrumentalisé par certains, qui l'utilisèrent pour repousser le plus possible l'échéance de l'abolition effective de l'esclavage. C'est pourquoi les abolitionnistes les plus convaincus se firent de plus en plus nombreux à faire l'apologie de la suppression simultanée et rapide de la traite et de l'esclavage (« immédiatisme »).
Cependant, Olivier Pétré-Grenouilleau considère que cette évolution du positionnement abolitionniste ne doit pas être envisagé comme un simple changement de stratégie. En effet, si l'on pouvait au XVIIIe siècle, sans qu'il y ait là ni contradiction ni hypocrisie, voir se côtoyer, dans les mêmes pages ou les mêmes discours, à la fois de longs développements sur le caractère intolérable de réduction en esclavage et une réflexion pratique sur la mise en œuvre d'une sortie graduelle, à long terme, du système esclavagiste, cela semble devenir de plus en plus difficile à partir du début du XIXe siècle. Cela est souligné par l'intervention pratique et diplomatique de l'Église catholique, surtout en la personne du Cardinal Charles Lavigerie,. Sous l'influence notamment de la pensée d'Emmanuel Kant, le décalage temporel entre impératif moral et déploiement de l'action visant à mettre fin à une situation jugée inacceptable devint de moins en moins tolérable. De ce point de vue, « le passage entre gradualisme et immédiatisme au sein du mouvement abolitionniste correspondrait à un changement beaucoup plus général en Occident » : désormais, à une situation d'injustice jugée intolérable devait correspondre de manière urgente voire immédiate une action qui y mette fin.
Nelly Schmidt, spécialiste de l'histoire des abolitions et des abolitionnistes de l'esclavage, estime quant à elle qu'il y a dans le champ de la recherche historique une « négation catégorique quant à l’influence des phénomènes de résistance des esclaves ainsi qu'une négation tout aussi catégorique du contexte économique au seul profit du rôle politique qu’auraient joué les abolitionnistes ». Elle montre notamment comment les diverses manifestations de refus du système esclavagiste de la part des esclaves eux-mêmes générèrent une « tension sociale incessante ». Ainsi, le capitaine Jean-François Layrle, chargé d'une enquête dans les colonies britanniques en 1840 écrivait-il qu'il ne faudrait, selon lui « pas attendre une transformation sociale qui aurait peut-être pour point de départ la révolte et son cortège obligé, le meurtre, l'incendie et le pillage ».
Le ministre de la Marine et des Colonies commanda des missions et enquêtes dès 1841. Elles avaient pour but de « comparer la somme de travail obtenue des Noirs depuis l’émancipation avec celle des régimes antérieurs ». La France s’informait sur l’évolution des prix des propriétés, des productions, des salaires, de la « conduite des affranchis » et sur « l’attitude de l’ancienne classe de couleur libre » dans les premières années qui avaient suivi l’émancipation britannique générale en 1838. Ce document, très diffusé dans les milieux maritimes et coloniaux fut l’une des références essentielles que consulta la Commission d’abolition de l’esclavage formée en 1848.